# Crufomato
Crufomato es un insecticida organofosforado y clorado potencialmente tóxico para los seres humanos de acuerdo a la NIOSH ya que es un inhibidor de la colinesterasa. Es conocido también por su nombre comercial Ruelene. Es utilizado principalmente en actividades ganaderas para combatir ectoparásitos en bovinos. También es un químico muy tóxico para los organismos acuáticos y puede causar efectos adversos a largo plazo en el ambiente acuático.

## Seguridad
El crufomato es potencialmente tóxico y puede afectar al ser inhalado, puede causar irritación de los ojos, nariz y garganta. La exposición puede causar una rápida y grave intoxicación por organofosforados, que incluye dolor de cabeza, sudor, náusea, vómito, diarrea, y hasta llegar a la pérdida del conocimiento y muerte. La exposición prolongada a este producto puede causar depresión, ansiedad e irritabilidad. No se tiene certeza respecto a si este producto puede causar cáncer ya que no se han realizado pruebas en animales, solo se sabe que puede afectar la fertilidad en animales hembras.

### Vigilancia médica
Sobre este producto químico, se recomienda realizar determinaciones de colinesterasa, ya que es la enzima principal que afecta esta sustancia en plasma y glóbulos rojos. Una vez que termina la exposición al producto, los niveles de la enzima en plasma vuelven a la normalidad entre 1 a 2 semanas, pero los niveles en glóbulos rojos pueden estar reducidos de 1 a 3 meses. Una reducción de 25% o más nivel de colinesterasa, indica un grave riesgo de intoxicación, por lo que se le hace la recomendación al trabajador para que evite trabajar con pesticidas organofosforados o carbamatos hasta que los niveles de la enzima vuelvan a ser normales.

## Ecología
La sustancia es muy tóxica para los organismos acuáticos. Su liberación al ambiente debe ser evitada lo máximo posible.